# 回龙观地区
回龙观地区，是中华人民共和国北京市昌平区曾经管辖的一个乡镇级行政单位，已于2019年6月22日拆分为回龙观街道、龙泽园街道和史各庄街道，是现北京市人口较多的居民居住区。

## 行政区划
回龙观地区曾下辖以下地区：
碧水庄园社区、龙城花园社区、定福黄庄村、龙博苑社区、万润家园社区、万龙社区、东村家园社区、龙乡社区、吉晟别墅社区、南店社区、新龙城社区、金榜园社区、新康园社区、龙兴园社区、龙兴园北区社区、回龙观村、二拔子村、佰嘉城社区、龙华园二区社区、龙华园社区、慧华苑社区、通达园社区、龙泽苑社区、龙泽苑东区社区、龙腾苑二区社区、龙腾苑三区社区、龙腾苑四区社区、龙腾苑五区社区、龙腾苑六区社区、云趣园社区、风雅园社区、龙禧苑社区、龙禧苑二区社区、龙锦苑二区社区、龙锦苑四区社区、龙锦苑五区社区、龙锦苑六区社区、龙跃苑一区社区、龙跃苑二区社区、龙跃苑三区社区、龙跃苑四区社区、龙跃苑东二区社区、龙跃苑东四五区社区、北郊农场社区、天龙苑社区、北店嘉园社区、良庄家园社区、三合庄村、农学院社区、昌艺园社区、朱辛庄村、东半壁店村、西半壁店村和史各庄村。

## 名称由来
明朝皇帝到天寿山拜谒皇陵，回到紫禁城途中多驻跸于此。故此，玄福宫又俗称“回龙观”，一直延续到现在。  据《北京市昌平县地名志》记载：回龙观清代成村，因村内原有建于明弘治十七年（1504）的玄福宫遗址，为明代帝后谒皇陵（十三陵）时驻跸处，俗称“回龙观”。也有史料记载，说回龙观是京北众多道观中的一个小道观，明代在此建了玄福宫后，因临近回龙观，便把它也叫成了回龙观，而今道观和玄福宫的遗址均已无蹟可寻。   2001年以来，由于工作日工作时间主要住户均集中于市中心区域，因此和天通苑、望京等周边社区被称为“睡城”。

## 拆分

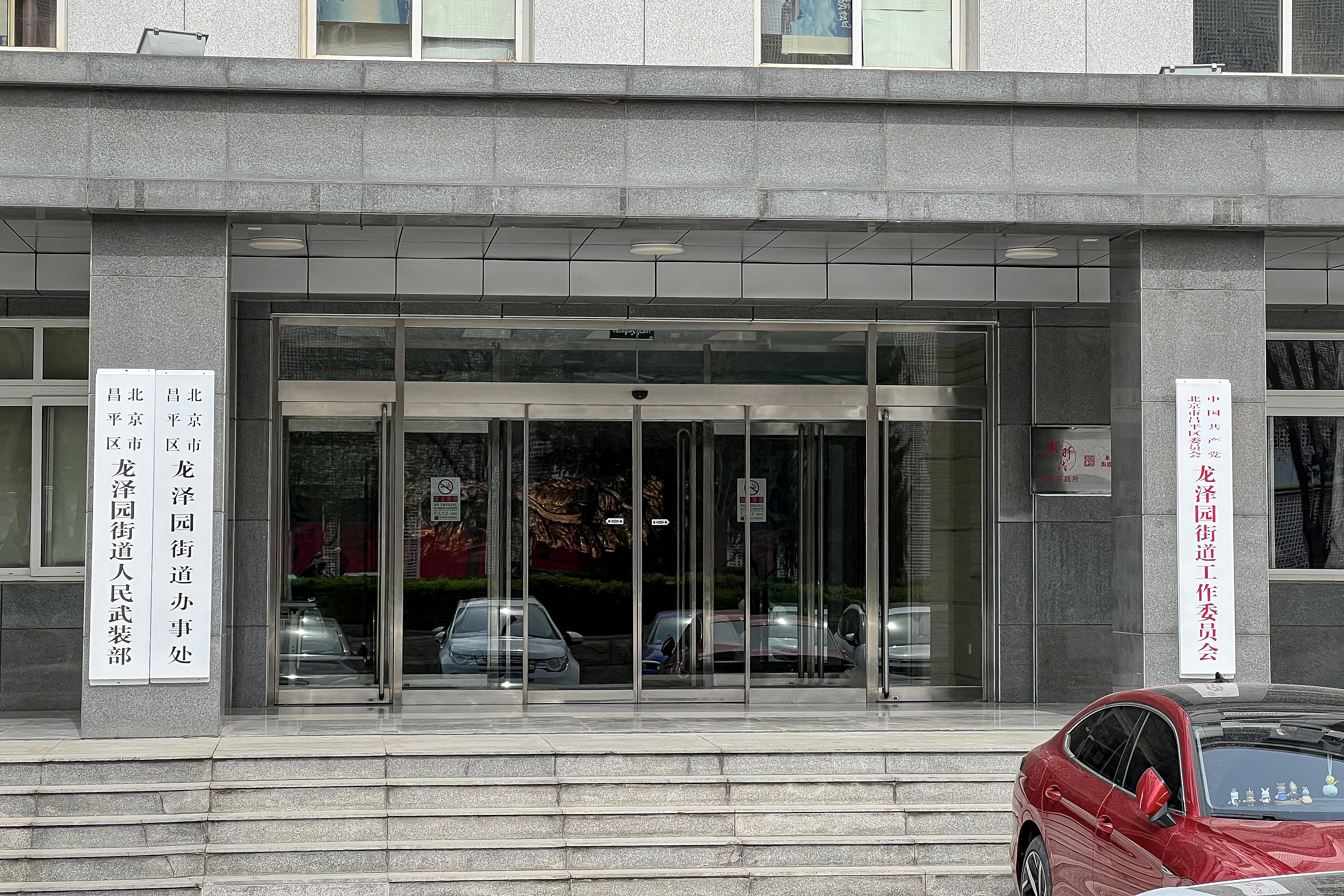
原回龙观镇政府所在地（回龙观东大街199号）2019年6月22日改为龙泽园街道办事处驻地

按照最初的计划，2015年回龙观地区将被拆分为回龙观街道、龙泽园街道、史各庄街道三个街道办事处。其中，龙博、万润、龙城等16个社区以及二拨子、回龙观两个行政村划归回龙观街道，佰嘉城、龙华二、龙华园等32个社区以及三合庄1个行政村划归龙泽园街道，农学院、昌艺园、领秀慧谷3个社区以及朱辛庄、东半壁店、西半壁店、定福皇庄、史各庄5个行政村划归史各庄街道，京藏高速公路以东、定泗路以北区域划归沙河地区。但直至2019年6月22日才最终实施。